# Austreberthe (Fluss)
Die Austreberthe ist ein kleiner Fluss in Frankreich, der im Département Seine-Maritime in der Region Normandie verläuft. Sie entspringt im Ortsgebiet der Gemeinde Sainte-Austreberthe bei der Kapelle der Heiligen Austreberta, entwässert generell Richtung Südwest und mündet nach rund 18 Kilometern im Gemeindegebiet von Duclair als rechter Nebenfluss in die Seine. Das Mündungsgebiet liegt im Regionalen Naturpark Boucles de la Seine Normande. Bei Barentin quert der Fluss die Autobahn A150 sowie die Bahnstrecke Paris-Saint-Lazare–Le Havre auf einem sehenswerten Eisenbahnviadukt.

## Orte am Fluss
(Reihenfolge in Fließrichtung)
- Sainte-Austreberthe
- Pavilly
- Barentin
- Villers, Gemeinde Villers-Écalles
- Les Broches, Gemeinde Saint-Pierre-de-Varengeville
- Les Vieux, Gemeinde Saint-Paër
- Duclair

## Sehenswürdigkeiten
- Austreberthe-Brücke, Eisenbahnviadukt aus der Mitte des 19. Jahrhunderts über das Tal der Austreberthe in Barentin – Architektonisches Kulturdenkmal.[4]